# Sélection de parentèle
La sélection de parentèle est une théorie permettant d'expliquer l'apparition, au cours de l'évolution, d'un comportement altruiste chez des organismes vis-à-vis d'autres organismes. Elle affirme, en général, que les instincts altruistes augmentent avec l'apparentement sous l'effet de la sélection naturelle. La sélection de parentèle permet d'expliquer l'origine des comportements altruistes au sein des sociétés animales.
Cette théorie fut développée en 1964 par le biologiste anglais William Donald Hamilton et le premier résultat théorique d'importance fut produit par le biologiste américain George Price en 1970 et publié dans Nature. La sélection de parentèle fut popularisée par le biologiste américain Edward Osborne Wilson dans son livre Sociobiology: The New Synthesis paru en 1975 et la première confirmation expérimentale de la théorie fut réalisée en 1976 par les biologistes américains Robert Trivers et Hope Hare et publiée dans Science. C'est John Maynard Smith qui donna pour la première fois le nom de sélection de parentèle (kinship) à la théorie de Hamilton.
Hamilton fut récompensé en 1993 par le prix Crafoord pour l'élaboration de cette théorie.

## Histoire de la théorie de la sélection de parentèle

### Le darwinisme
Le mécanisme d'apparition des sociétés animales pose des difficultés à la théorie de l'évolution par voie de sélection naturelle de Darwin. Dans De l'origine des espèces, chap. 7 p. 236, Darwin déclare que les sociétés d'insectes sont « une difficulté particulière qui d'abord m'apparut insurmontable, et réellement fatale à ma théorie dans son ensemble ». Il contourne le problème en introduisant le mécanisme de sélection familiale et déclare p. 237 : « Cette difficulté, bien qu'apparaissant insurmontable, est amoindrie ou, comme je le pense, disparaît quand il est rappelé que la sélection peut s'appliquer à la famille, aussi bien qu'à l'individu. »
La première guerre d'idée sur le sujet de l'altruisme dans la nature eut lieu entre le naturaliste anglais Thomas Henry Huxley et le zoologiste et l'anarchiste russe Pierre Kropotkine. Huxley, en 1888, affirma dans The struggle for existence que « du point de vue du moraliste, la vie est au même niveau qu'un spectacle de gladiateurs… la vie est une guerre ouverte et au-delà de la relation familiale, temporaire et limitée, la guerre hobbesienne des uns contre les autres est l'état normal de l'existence ». En 1899, Kropotkine répliqua dans L'entr'aide : « Pas de compétition ! […] C’est le mot d’ordre que nous donnent le buisson, la forêt, la rivière, l’océan. » « Unissez-vous ! Pratiquez l’entraide ! », Cette pseudo-science[réf. nécessaire], aux implications morales et politiques, allait ouvrir la voie à la justification du capitalisme et du colonialisme sauvage[réf. nécessaire] et d'autres positions politiques extrêmes par le darwinisme social d'un côté et au rejet de cette science capitaliste et bourgeoise de l'autre[réf. nécessaire], favorisant l'apparition du lyssenkisme et entraînant un retard considérable de la Russie dans le développement de la théorie de l'évolution[réf. nécessaire].

### Le néodarwinisme
La mathématisation subséquente de la théorie de Darwin par la théorie synthétique de l'évolution allait poser plusieurs difficultés à la sélection de groupe (sélection familiale). En effet, introduire un mécanisme évolutif particulier, non basé sur la sélection des individus, phénotypiques ou génotypiques, semblait totalement artificiel. De plus, les quelques tentatives théoriques ne permirent aucunement d'expliquer clairement la formation des sociétés ni de réaliser des prédictions pouvant être vérifiées par des expériences, premier critère de la scientificité d'une théorie. 
Haldane, Fisher et Wright, les pères fondateurs de la théorie synthétique, n'ont pas inséré l'altruisme au sein des équations de la sélection naturelle mais ils sont passés proche.
Dans son livre The Causes of Evolution, devenu un classique, et dans l'article Population genetics  Haldane s'intéresse à la relation entre l'altruisme et la parentèle dans le mécanisme de l'évolution naturelle. Il tente de trouver les fondements de l'apparition des comportements abaissant la valeur sélective propre d'un individu tout en augmentant celle des autres. Il arrive à la conclusion que ce type de comportement ne peut être sélectionné dans une grande population mais le pourrait dans une petite si les individus de ce groupe sont apparentés. Il établit également une relation entre l'application différentielle d'un comportement en fonction de la distance génétique et la probabilité que ce comportement soit sélectionné.
Fisher, après avoir réalisé plusieurs travaux sur l'évaluation de la proximité génétique entre les individus, présente dans son œuvre maîtresse The Genetical Theory of Natural Selection un chapitre (the evolution of distastefulness) sur le phénomène du mauvais goût des larves d'insectes. En effet, comment l'évolution naturelle a-t-elle pu sélectionner ce mauvais goût puisqu'il n'empêche aucunement le porteur de cette caractéristique de se faire dévorer? La seule explication qu'il trouve est que ce mauvais goût empêche ses frères et sœurs de se faire dévorer à leur tour. Une mutation peut donc être sélectionnée si elle favorise non pas directement un porteur mais ses apparentés.
Wright, ayant travaillé sur la mesure de la proximité génétique a également développé une théorie de la sélection de groupe. Néanmoins, il n'a jamais relié ces deux travaux d'une manière quelconque.

#### De la mathématique à la métaphore
Un des reproches parfois formulés envers la sélection de parentèle est que cette théorie prétend que la préservation du gène, plutôt que de l'individu, est la clé de l'évolution. Ce reproche est directement la conséquence de la métaphore de Richard Dawkins développée dans Le Gène égoïste. Pourtant, le remplacement de la sélection des individus par la sélection de gènes est largement antérieur à la sélection de parentèle et est en fait la conception classique du néo-darwinisme.
Si une interprétation grossière de la théorie de Darwin pouvait laisser croire que la sélection des individus dans leur ensemble était la clé de l'évolution, le néo-darwinisme s'intéresse formellement (mathématiquement) aux taux de reproduction différentiels produits par une mutation. Ainsi, une mutation est conservée (sélectionnée) si le taux de reproduction du porteur de la mutation est augmenté par celle-ci et elle est rejetée dans le cas contraire. Ici, c'est bel et bien la sélection des mutations qui est le moteur de l'évolution et non pas la sélection des individus.
Puisque, dans un environnement identique, toute mutation phénotypique (caractéristique physique ou comportementale) est causée par une mutation génétique, l'usage du terme mutation ou gène est habituellement utilisé dans le même sens sans ambiguïté. Notons que si nous voulions être plus précis, il faudrait parler de mutation génétique puisque le sens du terme gène est maintenant trop restrictif ; en particulier parce que l'épigénétique moderne révèle que des caractéristiques phénotypiques peuvent être véhiculées par des séquences d'ADN non associées à des gènes (introns, microARN, séquence cis et autres ADN non codants).
Si dans le néodarwinisme, la mutation n'était propagée que par l'individu, la sélection de parentèle attribue cette propagation à l'individu et aux apparentés. La sélection naturelle, au sens darwinien, se rétablit donc en considérant que la sélection s'effectue, simultanément, sur les individus (sélection individuelle) et leur famille (sélection familiale).

### Le postdarwinisme
Hamilton commença sa licence de biologie à Cambridge vers la fin des années 1950. Passionné d'histoire naturelle, d'évolution des comportements et de génétique, il fut grandement déçu de ce qu'il constata à l'université. Malgré le fait que la synthèse moderne était en cours, « beaucoup de biologistes de Cambridge semblaient à peine croire en l'évolution naturelle ou restaient sceptiques sur l'efficacité de la sélection naturelle ». Un jour, en étudiant à la bibliothèque St. Johns de Cambridge, il tomba sur le livre de Ronald Aylmer Fisher The Genetical Theory of Natural Selection. Il comprit immédiatement  qu'il s'agissait de la clé pour comprendre l'évolution. Il devint un disciple de Fisher et se lança corps et âme dans la lecture de ce livre, oubliant tout, même ses cours.
Hamilton était inscrit à une licence en génétique et le programme exigeait des cours facultatifs dans d'autres disciplines. Pour satisfaire son intérêt sur la question de l'altruisme social, il suivit un cours d'anthropologie sociale avec le professeur Edmund Leach, très attaché au modèle de la tabula rasa ; celui-ci vit d'un très mauvais œil qu'un étudiant s'intéresse à l'évolution génétique de l'altruisme. Les professeurs du département de génétique n'étaient pas plus chauds à cette idée et Hamilton fut vivement critiqué pour ce choix. Cet épisode le troubla profondément, jusqu'à reconsidérer une carrière de scientifique. Dans une lettre qu'il envoya à sa sœur en novembre 1959, il écrit : « Je commence à trouver Cambridge intolérablement oppressant… je pense que je renoncerai à l'espoir de réaliser un progrès malgré tout cela… » ;  heureusement, ce ne fut pas le cas. 
En 1963 et 1964, il publie dans l'indifférence totale (ses professeurs estimèrent qu'il ne méritait pas le titre de docteur qu'ils lui refusèrent jusqu'en 1968), les deux articles fondateurs, de la sélection de parentèle dans lesquels il expose sa fameuse équation et l'explication, qui en découle, de l'apparition de sociétés organisées chez les insectes. Son équation ne nécessite aucun recours à une forme de sélection de groupe.
C'est en 1965, au cours d'un voyage en train entre Boston et Miami, que le professeur Edward Osborne Wilson, grand spécialiste des insectes sociaux, découvre le travail de Hamilton. « Je dus admettre que Hamilton, qui connaissait infiniment moins de choses que moi sur les insectes sociaux, avait réalisé sur eux l'unique grande découverte de ce siècle. ». Durant les années suivantes, Wilson exposa la théorie de Hamilton au cours de nombreuses conférences.
En 1968, le généticien des populations George Price prit connaissance des travaux de Hamilton et en fut déprimé ; sa fibre religieuse fut profondément ébranlée. Il remarqua, par contre, la puissance théorique de ce nouvel axiome. Il réutilisa des outils mathématiques développés par la biologie évolutive (étude de la covariance d'Alan Robertson) pour démontrer que l'équation de Hamilton pouvait être déduite de la sélection de groupe et impliquait que des comportements malveillants intraspécifiques étaient naturellement sélectionnés dans les grandes populations. Ce fait théorique confirmait ce que l'on voyait partout dans le monde animal : l'altruisme décroît de la famille immédiate au groupe (pour les animaux sociaux) pour devenir de l'agression systématique entre individus de groupes différents. Il publia cette conclusion mathématique remarquable dans Nature en 1970. Cet article fut immédiatement suivi, dans le numéro subséquent, d'un article de Hamilton tirant toute la puissance explicative de cet apport fondamental. Peu de temps après, Price se convertit au christianisme et, en 1975, après avoir donné toutes ses possessions aux pauvres, il se suicida. Peut-être voulait-il laisser un dernier message : l'homme peut transcender sa nature.
En 1971, la communauté scientifique internationale découvrait la théorie de Hamilton grâce à la parution de The Insect Societies, qui est le premier grand ouvrage de Wilson. En 1975, en digne successeur de Darwin, voulant généraliser l'application de la théorie à l'ensemble du règne animal, y compris l'homme, il publie Sociobiology: The New Synthesis. Le dernier des vingt-sept chapitres, portant sur la formation des sociétés humaines, provoqua des remous comparables à ceux de De l'origine des espèces ou La Filiation de l'homme et la sélection liée au sexe de Darwin, en particulier aux États-Unis et en France.
Le succès de la théorie est considérable, Hamilton devient l'auteur le plus cité dans le domaine de l'évolution des comportements et est récompensé de la médaille Darwin en 1988, de la médaille linnéenne en 1989 et obtient le prix Crafoord en 1993. À sa mort, le Guardian dira de lui : « Le plus grand innovateur de la biologie darwinienne moderne responsable de la forme de ce sujet aujourd'hui » ; le New York Times : « Une des plus grandes figures de la biologie moderne » ; et The Independent : « Un bon candidat au titre du darwinien le plus remarquable depuis Darwin ». 
Wilson fut également récompensé par de nombreux prix, entre autres la National Medal of Science, le prix Crafoord, et deux fois le prix Pulitzer. Il fut également élu membre étranger de la Royal Society en 1990. Le grand philosophe américain Charles Frankel dit à son propos : « Il appartient donc à la catégorie des grands visionnaires ; mais plutôt que dans la tradition de Marx ou de Spencer, il se situe dans celle de Descartes. […] les visionnaires et les prophètes du premier jour s'acquittent d'une tâche indispensable. Même si les possibilités qu'ils envisagent se trouvent dans leur ensemble hors de portée, ils entrevoient des objectifs invisibles pour leurs contemporains. »

### La théorie de la sélection de parentèle, une naissance trouble
En 1976, la revue anglaise Animal Behaviour demanda une analyse critique indépendante du livre Sociobiology: The New Synthesis de Wilson à quatorze sommités internationales ; seulement trois s'avérèrent négatives, toutes américaines. Au cours des années suivantes, Wilson comprendra tout le sens du proverbe nul n'est prophète en son pays. Alors que les différents cercles intellectuels mondiaux acceptaient volontiers la sélection de parentèle et que la première revue internationale de sociobiologie (Behavioral Ecology and Sociobiology, Springler-Verlag) était créée en Allemagne, le débat faisait rage au pays.
Le livre de Wilson était arrivé à un bien mauvais moment : juste vers la fin de la polémique sur l'héritabilité du quotient intellectuel, il venait de jeter de l'huile sur le feu. Ces débats de la côte Est, où se mélangeaient politiques et sciences, avaient comme enjeux finaux la séparation des élèves du primaire et du secondaire en fonction de leur QI. Dans ce contexte, le dernier chapitre du livre de Wilson n'était pas le bienvenu d'autant plus qu'il fut lancé sur la place publique par un article élogieux, en première page, du New York Times.  Deux collègues de Harvard, le généticien Richard Lewontin et le paléontologue Stephen Jay Gould, membres de Science for the People, un groupe de gauche qui défendaient la non-héritabilité du QI, furent impliqués dès le début du débat.
Une campagne médiatique fut menée contre Wilson ; on déforma délibérément ses propos ; on l'accusa de faire de la « pseudo-science » et de vouloir promouvoir les inégalités sociales par de fausses théories scientifiques ; la revue Science publia en mars 1976 un article pour rétablir les faits. Les attaques continuèrent jusqu'en février 1978 lors d'un symposium sur la sociobiologie organisé par l'association américaine pour l'avancement de la science. Lors de sa conférence, une extrémiste versa un récipient d'eau sur la tête de Wilson. L'assistance scandalisée rabroua les extrémistes vers la sortie et ovationna Wilson. Gould, au début de sa conférence, déclara désapprouver les méthodes mais partager le point de vue des extrémistes. Ce fut le dernier épisode américain de cette saga. Malheureusement, le feu reprit quelques mois plus tard de l'autre côté de l'Atlantique.
Le peuple français découvrit la sociobiologie par les écrits de la Nouvelle droite et du sociobiologisme prônant l'élaboration d'une morale sociale fondée, en grande partie, sur la biologie et la sociobiologie. Ce courant promu par le journal populaire Le Figaro et dénoncé par le Nouvel Observateur en 1979 déclencha un débat social où la sociobiologie fut parfois amalgamée à des thèses politiques.
En 1991, en partie en réponse à ces événements, la Société européenne de sociobiologie adopta une charte éthique mentionnant : « En accord avec ses statuts, la société s'abstiendra de tout us ou abus de ces études à des fins politiques. »

### Le miracle de Harvard
Le conflit politique entre Wilson et Gould ne serait pas si confondant si, du point de vue scientifique, ils n'étaient pas également défenseurs de deux modifications distinctes de la théorie de Darwin ; les seules sérieuses à survenir depuis un siècle. Nous ferons remarquer que ces théories ne sont absolument pas contradictoires et se complètent parfaitement.
En 1972, Gould expose avec Niles Eldredge la théorie de l'équilibre ponctué. Cette théorie postule que l'évolution comprend de longues périodes d'équilibre ponctuées de brèves périodes de changements importants comme la spéciation ou les extinctions.
En 1979, en se fondant sur la théorie neutraliste de l’évolution, il développe avec Richard Lewontin la théorie des trompes (spandrels). Cette théorie permet d'expliquer les radiations évolutives (cladogenèse) décrites dans la théorie de l'équilibre ponctué. Cette théorie explique les périodes extrêmement rapides de spéciation par l'évolution neutre, c'est-à-dire par la propagation de mutations à valeurs adaptatives nulles. Ainsi, pour Gould, la plupart des caractéristiques morphologiques et comportementales sont des décorations sans valeur sélective. La sempiternelle question de l'avantage évolutif perdrait donc tout son sens.
Cette théorie appuie le modèle de Konrad Lorenz de la spéciation par modification de la parade nuptiale. Si la parade nuptiale ou les mécanismes d'appariement sexuel entre un mâle et une femelle deviennent non fonctionnels, mâle et femelle ne se reconnaissent pas comme appartenant à la même espèce. La parade nuptiale étant fortement décorative, il est fort probable que l'évolution de ce comportement se produise par un mécanisme de trompe.
Le cycle complet de l'apparition de nouvelles espèces animales comprendrait donc une extinction, suivie de la colonisation de niches écologiques maintenant libres par une espèce ayant résisté à l'extinction, puis une propagation de mutation décorative de la parade nuptiale dans cette population. Il se créerait donc ainsi naturellement des clines de la parade nuptiale entraînant rapidement la création de nouvelles espèces.
Gould croyait que l'évolution par trompe était un mécanisme fondamental et qu'un très grand nombre de comportements en découlait. Sans complètement nier la théorie de la sélection intraspécifique Gould croit à « un type de sélection à un niveau supérieur sur des espèces elles-mêmes essentiellement statiques ». Cette position est absente de la biologie contemporaine ; le biologiste Richard Dawkins en dit : «Une théorie de l'évolution (doit) expliquer des mécanismes complexes et bien conçus comme le cœur, la main, l'œil et l'écholocalisation. Personne, même le plus ardent partisan de la sélection interespèces ne pense que (celle-ci) puisse le faire (...) (Elle) n'est pas une force significative dans l'évolution de cette machine complexe qu'est la vie. ».

## L'équation de Hamilton

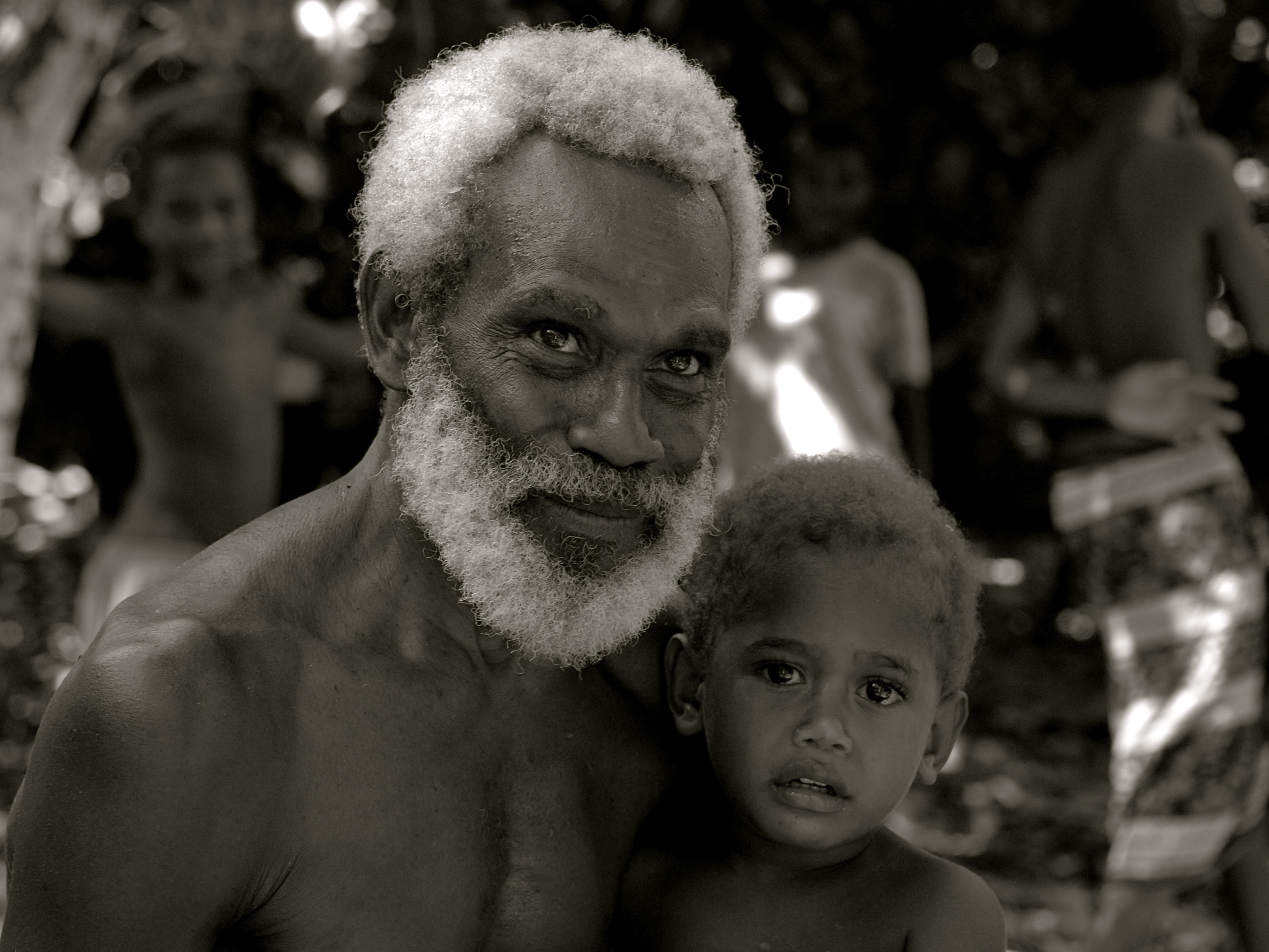
Entre un grand-père et son petit fils, le taux de parenté est de 0,25.

1. Avant Hamilton, la valeur (adéquation ou fitness) sélective d'un individu était strictement équivalente à son taux de reproduction. Selon Hamilton, la valeur sélective d'un individu n'est pas seulement proportionnelle à son succès personnel en matière de reproduction mais également à celui de ses tiers apparentés (génétiquement proches). La somme de la valeur sélective et de la valeur sélective indirecte est baptisée « valeur sélective globale » (inclusive fitness) par Hamilton.
2. Un comportement sera qualifié d'altruiste envers un tiers s'il permet  l'augmentation de la valeur sélective propre de ce dernier. Par conséquent, d'après le postulat (1), un comportement altruiste envers un tiers apparenté permet d'augmenter la valeur sélective globale.

À partir de ces postulats, Hamilton déduit l'équation suivante :
```
   
 

  

    

      

        
F

        
x

        
=

        
R

        
x

        
+

        
d

        
R

        
y

        
⋅

        
G

        
x

        
y

      

    

    
{\displaystyle Fx=Rx+dRy\cdot Gxy}

  

  
```

avec :
- {\displaystyle Fx} : la valeur sélective globale de l'individu x.
- {\displaystyle Rx} : la valeur sélective propre de l'individu x.
- {\displaystyle dRy} : l'effet de l'altruisme de x envers y sur la valeur sélective propre de y.
- {\displaystyle Gxy} : le coefficient de proximité génétique entre x et y.

Lorsque {\displaystyle dRy=0}, on obtient la théorie darwinienne classique {\displaystyle Fx=Rx} : la valeur sélective globale est strictement égale à la valeur sélective propre, elle-même strictement équivalente au taux de reproduction (taux de reproduction différentiel dans le cas de la valeur sélective d'une mutation). 
Il découle de cette équation que la sélection naturelle d'une mutation prédisposant à l'altruisme est favorisée (Fx > 0) si le coût de l'altruisme (perte de valeur sélective propre) est inférieur au gain que procure celui-ci via la valeur sélective indirecte. Cette contrainte est baptisée règle de Hamilton et est formalisée par l'inéquation suivante :
```
   
 

  

    

      

        
C

        
x

        
<

        
d

        
R

        
y

        
⋅

        
G

        
x

        
y

      

    

    
{\displaystyle Cx<dRy\cdot Gxy}

  

```

avec :
- {\displaystyle Cx} : la perte de valeur sélective propre de l'individu x causée par la mutation.

Il est possible de dégager les cas de figure favorisant la sélection d'une mutation prédisposant à l'altruisme :
1) {\displaystyle Cx\cong 0}

Si le coût de la mutation est extrêmement faible, la mutation sera sélectionnée dès qu'elle favorise le moindrement un apparenté, même très éloigné génétiquement.
2) {\displaystyle Gxy\gg 0}

Si la proximité génétique est très grande, la mutation sera sélectionnée malgré un coût élevé et/ou un faible effet de l'altruisme. Le coefficient de parenté maximum étant 1, le cas le plus favorable est le clone (jumeau identique). Les organismes multicellulaires sont des sociétés cellulaires de clones.
3) {\displaystyle dRy\gg 0}

Si la mutation possède un effet altruiste très élevé, la mutation sera sélectionnée malgré un coût élevé et/ou un faible coefficient de parenté. Une mutation pourrait conduire à la stérilisation des individus au profit d'une augmentation maximale de l'effet altruiste. Il est envisageable qu'un comportement de sacrifice permette un effet altruiste très grand.
L'apparition d'une mutation prédisposant à l'altruisme implique, en général, la coexistence d'un mécanisme de reconnaissance de la proximité génétique (parentèle) entre les individus. En effet, il est implicitement contenu dans l'équation que l'effet (dRx) associé au coût (Cx) est réalisé par un comportement de x envers y. Pour un coût fixe, si le comportement était réalisé envers un individu possédant une distance génétique trop grande, celui-ci ne serait pas rentable.

### Groupe, individu etADN
L'équation de Hamilton induit un changement de perspective important. Il est maintenant impossible de conserver l'interprétation darwinienne de la valeur sélective. En effet, dans le cas de la stérilisation des individus comme ce qui se produit avec les hyménoptères sociaux, le taux de reproduction des porteurs d'une mutation de stérilisation est nul, ce qui entraîne une contradiction. Par conséquent, il faut absolument reformuler la valeur sélective qui ne peut plus être le taux de reproduction de son porteur via la sexualité directe. Hamilton, pour résoudre le problème, introduit donc le concept de valeur sélective globale comme étant le taux de reproduction du porteur de la mutation par sexualité directe et indirecte via les apparentés. 
Il serait également possible de considérer que la valeur sélective est simplement le taux de reproduction de la mutation elle-même, indépendamment du mécanisme utilisé pour réaliser la reproduction. Nous remarquerons que le taux de reproduction du porteur d'une mutation, par sexualité directe ou indirecte, est directement proportionnel au taux de reproduction de son ADN et de sa biomasse. La reproduction globale des individus, de la biomasse ou de l'ADN sont donc simplement trois façons distinctes d'interpréter le même phénomène naturel qu'est la reproduction du vivant. Par contre, du point de vue moléculaire, c'est bel et bien l'information contenue dans l'ADN qui a traversé les âges et non les individus ou leur masse.
Mais le plus remarquable est l'absence de la notion de groupe dans cette théorie. Le groupe émerge par l'application de comportements interindividuels, eux-mêmes le résultat de la reproduction aveugle de mutations. La notion de sélection naturelle par « survie du groupe » popularisée par les premiers éthologues, en particulier Konrad Lorenz, était désormais tombée en disgrâce ; sa seule mention dans les publications spécialisées discréditait systématiquement leurs auteurs.
La reformulation de la théorie par Hamilton (assisté de George Price) au début des années 1970 allait donner la base théorique d'une lente réhabilitation de la sélection de groupe. Il est maintenant admis que la pression de sélection se réalise à tous les niveaux d'organisation du vivant, des cellules de l'organisme pluricellulaire (darwinisme cellulaire) aux écosystèmes, en passant par les individus et les groupes.
Le paradoxe dégagé par l'analyse de Price est que l'altruisme n'évolue à l'intérieur d'un groupe que si celui-ci est en compétition avec d'autres groupes (sélection entre groupes) et ceci même s'il est composé exclusivement de parents. Si l'équation de Hamilton continue de prédire dans quelles situations un comportement altruiste est sélectionné dans une population, elle n'est plus une alternative à la sélection de groupe qui, au contraire, lui est indispensable.

### Une théorie, plusieurs modèles

#### Le modèle original de Wilson
Le modèle proposé par Wilson sur l'explication de l'apparition de l'eusocialité chez les hyménoptères. Dans la nature, l'eusocialité ne se retrouve que chez les insectes sociaux, en dehors des rats-taupes. Elle y est caractérisée par les traits suivants :
- Superposition, dans une même société, de plusieurs générations d'adultes.
- Forte cohésion des membres (échange d'information et de matière entre les individus).
- Division des rôles avec spécialisation des membres, certains pouvant être dédiés à la reproduction.
- Élevage coopératif de la progéniture.

Sur les 30 ordres d'insectes, seulement deux possèdent des espèces eusociales, les isoptères et les hyménoptères. De plus, les hyménoptères ont réinventé de façon indépendante (évolution analogue) l'eusocialité à 12 reprises au cours de l'évolution.
Le modèle de Wilson explique cette propension à la socialisation chez les hyménoptères par leur mécanisme sexuel hors norme : l'haplodiploïdie. En effet, de façon exceptionnelle, les mâles sont haploïdes alors que les femelles sont diploïdes. Par conséquent, la méiose ne se réalise que dans les gamètes femelles (ovules). Cette forme de sexualité implique des coefficients de proximité génétique très particuliers :
|       | Mère | Père | Sœur | Frère |
| Fille | 1/2  | 1    | 3/4  | 1/4   |
| Fils  | 1/2  | 0    | 1/2  | 1/2   |

Le fait que deux sœurs possèdent une proximité génétique plus grande qu'avec leur propre descendance entraîne, selon l'équation de Hamilton, que toute mutation favorisant la production de sœurs par une femelle, même au détriment de sa propre reproduction (fils ou fille), sera sélectionnée. Par conséquent, toute mutation altruiste envers la mère et l'empêchant de produire des fils sera sélectionnée. Nous remarquerons qu'une augmentation du ratio fille / fils produit par la reine ne diminue en rien sa valeur sélective globale mais augmente significativement celle de ses filles.
Ce modèle ne fut confirmé que treize ans plus tard par Trivers et Hare par une publication dans la revue Science (voir Évolution par sexisme).

#### La manipulation parentale
Hamilton et Wilson croyaient initialement que les sociétés animales ne pouvaient apparaître que par des mutations altruistes. Pourtant, l'analyse mathématique de l'équation permet de prédire le contraire. Si {\displaystyle Cx} est négatif (le coût est en fait un gain), une mutation malveillante ({\displaystyle dRx} négatif) pourrait très bien être sélectionnée.
Cette simple constatation permet d'intégrer un modèle jugé initialement contradictoire, celui de la manipulation parentale de Richard Alexander et de Charles Michener qui l'ont présenté, de façon indépendante, en 1974, pour expliquer respectivement l'évolution des sociétés de rats-taupes et des abeilles hypogées (ou halictes). 
Dans ces sociétés, la femelle reproductrice unique domine et exclut de la reproduction les autres membres de la colonie par de fréquents comportements d'agression (malveillance de la reine envers les membres). Par contre, cette malveillance est largement compensée par les tâches de protection, recherche de nourriture et élevage de la progéniture effectuées par les membres au profit de la reproduction de la reine (altruisme des membres envers la reine).
Chez les rats-taupes, il est démontré que les comportements d'agression sont inversement proportionnels au lien de parenté, ceci étant en parfait accord avec l'équation de Hamilton. 
L'évolution des sociétés animales peut donc utiliser des mutations altruistes, malveillantes ou encore un mélange des deux types.

#### Évolution par fratricide
La possibilité d'évolution sociale par apparition de comportements malveillants permet de revisiter la production de filles au détriment de fils par les reines d'hyménoptères sociaux. En effet, il est possible d'imaginer que la socialisation chez les hyménoptères ait évolué par fratricides de la part des sœurs. Il est en effet connu que les ouvrières se montrent souvent agressives envers les mâles et que les larves de mâles sont les premières à être dévorées. De plus, en cas de situation critique, les ouvrières placent à l'abri en priorité les cocons femelles.

#### Évolution par sexisme
L'hypothèse radicale du fratricide n'est pas nécessaire, un investissement différentiel dans la production de femelles aux dépens des mâles pourrait très bien générer l'avantage sélectif global nécessaire. Trivers et Hare calculèrent à l'aide de la théorie de Hamilton que le ratio minimum d'altruisme (soins parentaux) des ouvrières envers les femelles versus les mâles devrait être trois (3). Autrement dit, les ouvrières s'investissaient trois fois plus dans l'élevage des femelles que des mâles.
Ils étudièrent ce ratio chez dix-neuf espèces de fourmis monogynes (possédant une seule reine par colonie). Seize espèces sur les dix-neuf avaient un ratio supérieur à 2,50 ; les valeurs se distribuant de 1,57 à 8,88 avec une moyenne de 4,36. Ce résultat est encore plus convaincant en sachant que la méthode utilisée ne permettait pas de distinguer entre les mâles produits par la reine de ceux produits par les ouvrières. En effet, dans plusieurs colonies, les ouvrières produisent une proportion importante des mâles.
Ce résultat constitua une première démonstration expérimentale de la sélection de parentèle. Ces prédictions furent largement confirmées dix ans plus tard.
La méthode expérimentale est très intéressante. Pour déterminer le ratio d'altruisme des ouvrières envers les mâles et les femelles, ils comparèrent la proportion d'aliments fournie aux mâles à celle fournie aux femelles. Pour ce faire, il s'agit simplement de calculer le rapport de biomasse femelle à la biomasse mâle, le poids des individus étant proportionnel à la quantité de nourriture ingérée. 
Cette méthode utilise donc, indirectement, comme unité de l'altruisme la masse (kg) impliquant une valeur sélective exprimée en variation de la masse par unité de temps. Ceci permet de rappeler que l'évolution de la vie est une évolution de la biomasse, soit une certaine masse de vivant produisant une autre masse de vivant, plus grande ou plus petite en fonction de la valeur sélective. 
Le succès sélectif peut, en écologie, se mesurer en biomasse. La biomasse des fourmis est environ quatre fois supérieure à celle de l'ensemble des vertébrés terrestres.

#### La sexualité tardive
La théorie de Hamilton permet de prédire que chez les animaux à maturité sexuelle tardive, une mutation poussant les individus sexuellement immatures à rester avec leurs parents pour les aider à élever leurs frères et sœurs serait sélectionnée.
Ce modèle fut présenté par le chercheur indien Raghavendra Gadagkar pour expliquer le comportement des guêpes Ropalida.
Le même raisonnement s'applique aux espèces où les individus peuvent atteindre la sénescence. Des mutations poussant les individus sénescents à participer à l'élevage de leurs descendances seraient sélectionnées.
Nous noterons que ces modèles pourraient très bien s'appliquer à Homo sapiens.

#### L'instinct de troupeau
La formation de troupeaux de mammifères, de bancs de poissons ou de colonies d'oiseaux chez les proies s'explique facilement par la théorie darwinienne classique. En effet, il est démontré que la fuite d'un groupe trouble les mécanismes cognitifs des prédateurs qui ont plus de difficulté à attraper une proie que si elle était seule. Une mutation favorisant le regroupement serait alors sélectionnée par simple augmentation de la valeur sélective propre.
Par contre, un autre comportement fréquent chez les proies, celui du déclenchement de signaux d'alarme, est plus difficile à expliquer à l'aide de la théorie classique. Ce comportement augmente de beaucoup la survie des membres en multipliant les organes des sens aux aguets ; des centaines d'yeux, oreilles et nez en action permettent de détecter plus efficacement les prédateurs et donc, de fuir plus rapidement. De plus, la proportion de temps qu'un membre doit sacrifier à la surveillance au détriment d'autres activités comme l'alimentation est significativement diminuée. Ce comportement ne pouvait être expliqué, dans la théorie classique, que par la sélection de groupe. En effet, celui qui donne le signal se met, en général, délibérément en danger en se faisant remarquer. En sachant que tous les apparentés du signaleur se trouvent dans le groupe, et que les individus tirent avantage d'un groupe nombreux, nous comprendrons aisément comment l'équation de Hamilton résout le problème.
Nous remarquerons que ceci ne s'applique pas dans le cas où le signaleur posséderait un avantage compensatoire. Par exemple, il a été montré chez les suricates (Suricata suricatta) que la sentinelle ne se faisait jamais capturer. Elle donne l'alarme, et est la première à rentrer au terrier (car la plus proche). Mais son alarme permet aux fourrageurs d'avoir plus de chance de survivre. Ici, le problème de la cause de l'altruisme n'existe pas, le signaleur est purement égoïste.
Un autre comportement de troupeau est la mobilisation du groupe en attaque collective contre un prédateur, autre comportement fréquent chez les proies, qui ne pouvait être expliqué dans la théorie classique que par la sélection de groupe. En effet, comment apparaît le premier mutant rentable ? Celui-ci doit affronter seul le prédateur avec une chance de survie pratiquement nulle. Ici encore, l'équation de Hamilton permet de trouver une solution. Le sacrifice de l'individu X pour sauver un individu moyen Y (d'apparentement moyen) ne peut se réaliser que si Y possède un apparentement supérieur à 1 (ce qui est impossible) ou que le taux de reproduction propre de X soit nettement inférieur à celui de Y. Si la mutation se manifeste chez les individus trop vieux pour se reproduire, ce comportement n'affecte en rien leur taux de reproduction propre mais favorise les apparentés ; sous cette condition, l'équation de Hamilton garantit la sélection de la mutation. Dans une société où les anciens se mobilisent, le risque d'être blessé ou tué en participant à la mobilisation diminue de façon importante ; le coût d'une mutation de mobilisation à tout âge devient alors rentable et elle peut maintenant être sélectionnée.

## Confirmations expérimentales de la théorie
À la fin de la décennie 70-80, mise à part la confirmation expérimentale de Trivers et Hare, seule l'extraordinaire capacité explicative de la théorie permettait d'y adhérer. Pourtant, la méthode de validation empirique avait déjà été comprise par quelques chercheurs et exposée par Wilson dans Sociobiology: The New Synthesis. Cette méthode, toute simple, peut se résumer ainsi :   
L'existence d'un mécanisme de reconnaissance des apparentés permettant à un animal de moduler un comportement de type altruisme-malveillance en fonction du degré d'apparentement ne peut s'expliquer avec la théorie darwinienne classique et nécessite la généralisation de Hamilton. Autrement dit, un tel comportement ne pourrait être sélectionné dans le cadre de la théorie classique.
Avant la publication de Hamilton (1964), aucun éthologue n'avait jamais étudié les mécanismes de reconnaissance des apparentés et c'est seulement en 1979 que fut publié, dans Science, le premier article associant reconnaissance de l'apparentement et altruisme. En 1980, on comptait moins de dix articles sur ce sujet. De nos jours, on en dénombre plusieurs centaines et aucun éthologue ne s'investirait dans l'étude d'une espèce sans s'intéresser aux mécanismes de reconnaissance des apparentés en relation aux comportements altruistes et malveillants.
La confirmation expérimentale est époustouflante, l'existence du mécanisme est démontrée pour presque tous les groupes zoologiques des amibes aux mammifères en passant par les cœlentérés, insectes, poissons, amphibiens, oiseaux, etc. De plus, pour plusieurs espèces, la précision des mécanismes atteint parfois  un niveau inespéré allant jusqu'à la distinction des frères des demi-frères, des demi-frères des neveux et ces derniers des cousins germains et ceci sans rencontre préalable des sujets. Plusieurs ouvrages spécialisés sont maintenant dédiés à la reconnaissance de l'apparentement.

### Cas de l'amibe acrasialeDictyostelium discoideum
Dans Sociobiology: The New Synthesis p. 128, Wilson expose une méthode de validation expérimentale chez les mycétozoaires dont l'intérêt théorique « n'a rien à envier aux vertébrés ou aux insectes ». En effet, ces  organismes, au carrefour évolutif des protistes, plantes, animaux et champignons possèdent plusieurs caractéristiques remarquables.
Les amibes acrasiales, bien que passant normalement leur vie sous une forme d'amibe bien ordinaire, peuvent, en cas de dégradation de leur milieu, s'unir et former un organisme pluricellulaire : la limace amibiale mesurant deux millimètres. Ce pseudo-organisme se déplace en rampant vers la lumière. Une fois à la surface du substrat, la colonie forme un sporocarpe ressemblant à ceux des champignons myxomycètes, soit un pédicelle surmonté d'une capsule contenant des amibes enkystées appelées spores. Seuls les spores pourront survivre, les amibes composant le pédicelle sont condamnées à mourir.
Wilson suppose, en se basant sur la théorie de Hamilton, que la longueur du pédicelle devrait être proportionnelle à la proximité génétique moyenne des amibes formant la colonie. En effet, plus la proximité génétique est grande, plus il devrait y avoir d'amibes prêtes à se sacrifier, par acte altruiste, pour les membres de la capsule. Ainsi, le rapport longueur du pédicelle au diamètre de la capsule est une mesure du degré d'altruisme moyen de la colonie et devrait augmenter pour les colonies dont les membres sont génétiquement proches.
C'est en 1990, quinze ans plus tard, que fut réalisée la confirmation expérimentale de la prédiction de Wilson. Kolmes et ses collègues mélangèrent deux cultures d'amibes acrasiales pour concevoir une colonie mixte. Comme prévu, celle-ci développa des sporocarpes à grandes capsules et à petits pédicelles laissant supposer que les amibes sont capables de distinguer leur apparentement.

### Cas de la planteCakile edentula
Si le phénomène de la reconnaissance entre apparentés est connu depuis maintenant longtemps chez les animaux, c'est seulement en 2007 qu'un tel mécanisme fut découvert chez une plante, le Caquillier édentulé (Cakile edentula) ou fusée des mers. Dudley et son étudiante comparèrent la masse des racines de plants voisins apparentés ou non et mirent en évidence que les plants voisins non-apparentés entrent en compétition et produisent plus de racines que les plants apparentés,.

## Sociobiologistes célèbres
- William Donald Hamilton
- George Price
- Robert Trivers
- Edward Osborne Wilson
- Richard Dawkins
- John Maynard Smith